# Chōchinbi

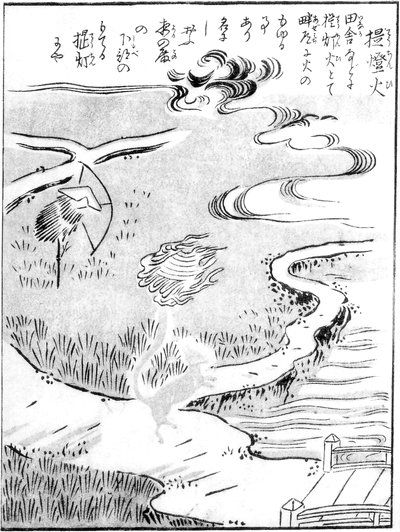
Il Chōchinbi come appare nel Konjaku gazu zoku hyakki di Toriyama Sekien.

Il Chōchinbi (提灯火?, lett. "fuoco di Chōchin, fuoco di lanterna") è un onibi del folclore giapponese.

## Descrizione
Il chōchinbi è descritto come una palla di fuoco bluastra, delle dimensioni di un pugno o di un pallone da calcio, sospesa a circa un metro dal suolo, che fluttua lentamente o (meno frequentemente) si muove freneticamente come se cercasse qualcosa. Si dice che appaia nei sentieri tra le risaie, fluttuando a circa un metro dal suolo, scomparendo quando gli umani si avvicinano. Nella prefettura di Tokushima nello Shikoku , si dice che i testimoni abbiano osservato diverse decine di fuochi di lanterne di carta apparire contemporaneamente e allinearsi come lampadine. Il suo nome deriva dal fatto che si presume sia una specie di mostro che accende lanterne di carta (chōchin), si dice anche che sia opera di kitsune.
Nel distretto di Miyoshi, prefettura di Tokushima, questi chōchinbi sono chiamati "tanukibi" (狸火?, lett. "fuoco di tanuki")) e, come suggerisce il nome, sono considerati un fuoco acceso dai tanuki. Secondo i resoconti "Shokoku Rijindan" dell'era Kanpō, il tanukibi apparso nel villaggio di Higashitada, distretto di Kawabe, provincia di Settsu (ora Kawanishi, prefettura di Hyōgo) era un fuoco a forma di persona che tirava una mucca e il suo aspetto era esattamente lo stesso di quello di un essere umano, così che coloro che non erano a conoscenza della situazione avrebbero chiacchierato con il tanukibi senza realizzare la sua vera identità.
A Matsudzuka, distretto di Katsushita, provincia di Yamato (ora Kashihara, prefettura di Nara), questi misteriosi fuochi sono chiamati "koemonbi" (小右衛門火?). Di solito nelle notti di pioggia, un misterioso incendio delle dimensioni di una lanterna fluttuava nell'aria sulla riva del fiume, a circa tre piedi (90 cm) dal suolo, e volava da un cimitero all'altro per un massimo di quattro chilometri. Secondo la raccolta di storie fantastiche "Toenkai" di Kyokutei Bakin, un uomo di nome Koemon si recò al villaggio di Matsuzuka, dove si diceva che si manifestasse l'incendio, per cercare di determinarne la vera identità, quando una palla di fuoco gli uscì di fronte e gli volò sopra la testa. Quando Koemon la colpì con il suo bastone, il fuoco si divise in diverse centinaia di pezzi e lo circondò. Scioccato, Koemon scappò, ma quella notte si ammalò di febbre e alla fine morì nonostante le cure. Da allora, si vocifera che questo misterioso fuoco sia ciò che ha causato la morte di Koemon, e quindi iniziò a essere chiamato Koemonbi. Un'altra versione dice che Koemon non colpì il misterioso fuoco con il suo bastone, il fuoco non si divise, ma piuttosto il misterioso fuoco che volò verso Koemon emise un suono come una stella cadente, gli volò accanto sopra la testa e poi volò via.
L'"Otogi Tsugeshou", una storia di fantasmi del periodo Edo, contiene una storia su un koemonbi a Numata nella provincia di Omi (oggi prefettura di Shiga). Secondo la storia, un avido capo villaggio di nome Koemon fu riconosciuto colpevole di un crimine e condannato a morte, e il suo rancore iniziò a manifestarsi come un misterioso fuoco. Un giorno, una compagnia di attori itineranti si imbatté in questo fuoco e provò a suonare un flauto "hyūdorodoro" usato negli spettacoli di storie di fantasmi. Quando il fuoco si diresse verso gli attori, un volto umano blu apparve tra le fiamme, gli attori si spaventarono e scapparono via.

## Contesto
In Giappone, chōchin (提灯?) si riferisce alle grandi lanterne tradizionali fatte di carta o (meno comunemente) di seta. Il chōchinbi è stato raffigurato e descritto per la prima volta nell'opera Konjaku gazu zoku hyakki di Toriyama Sekien del 1779. Nella sua descrizione dell'immagine, Sekien nota che il chōchinbi è evocato in processione da yōkai che portano lanterne e che tali processioni di lanterne sono note nelle prefetture di Shiga e Nara.